# Jean Le Lœuff
 (juillet 2020).
Si vous disposez d'ouvrages ou d'articles de référence ou si vous connaissez des sites web de qualité traitant du thème abordé ici, merci de compléter l'article en donnant les références utiles à sa vérifiabilité et en les liant à la section « Notes et références ».
 (juillet 2020).
Jean Le Lœuff est un paléontologue. Il est le directeur du Musée des Dinosaures (Dinosauria) à Espéraza, dans l'Aude, en France.

## Biographie
Né en 1965 à Brest où il effectue ses études jusqu'à une maîtrise de géologie, Jean Le Loeuff soutient à l'université Paris 6 en 1992 une thèse de doctorat appelée Les vertébrés continentaux du Crétacé supérieur d'Europe : paléoécologie, biostratigraphie et paléogéographie, sous la direction d'Éric Buffetaut.

## Publications

### 1991
- Le Loeuff J. & Buffetaut É., 1991. Tarascosaurus salluvicus nov. gen., nov. sp., dinosaure théropode du Crétacé supérieur du Sud de la France. Geobios 24(5): 585–594.

### 1995
- Le Loeuff J., 1995 Ampelosaurus atacis (nov. gen., nov. sp.), a new titanosaurid (Dinosauria, Sauropoda) from the Late Cretaceous of the Upper Aude Valley (France). Comptes Rendus de l'Académie des Sciences - Serie II …
- Buffetaut É., Le Loeuff J., Mechin P. & Mechin-Salessy A., 1995. A large French Cretaceous bird. Nature - Springer.
- Le Loeuff J. & Buffetaut É., 1995. The evolution of Late Cretaceous non-marine vertebrate fauna in Europe. Sixth Symposium on Mesozoic Terrestrial Ecosystems…

### 1997
- Buffetaut É., Le Loeuff J., Cavin L., Duffaud S., …, 1997. Late Cretaceous non-marine vertebrates from southern France: a review of recent finds. Geobios - Elsevier.

### 1998
- Buffetaut É. & Le Loeuff J., 1998. A new giant ground bird from the Upper Cretaceous of southern France. Journal of the Geological Society.
- Le Loeuff J. & Buffetaut É., 1998. A new dromaeosaurid theropod from the Upper Cretaceous of southern France. Oryctos

### 1999
- Buffetaut É. & Le Loeuff J., Tong H., Duffaud S., …, 1999. Un nouveau gisement de vertébrés du Crétacé supérieur à Cruzy (Hérault, Sud de la France). Comptes Rendus de l' … Elsevier.
- Sanz JL, Powell JE, Le Loeuff J., Martínez R., …, 1999. Sauropod remains from the Upper Cretaceous of Laño (northcentral Spain). Titanosaur phylogenetic relationships. Estudios del Museo de …

### 2000
- Buffetaut É. &, V Suteethorn, Cuny G., Tong H., Le Loeuff J.…, 2000. The earliest known sauropod dinosaur. Nature.

### 2001
- Laurent Y., Le Loeuff J., Bilotte M., Buffetaut É. …, 2001 - Chapter D10 Campanian-Maastrichtian continental-marine connection at the Aquitaine-Pyrenees-Provence area (S France)… in Palaeontology and … Elsevier.

### 2002
- Laurent Y., Bilotte M. & Le Loeuff J., 2002. Late Maastrichtian continental vertebrates from southwestern France: correlation with marine fauna. Palaeogeography, Palaeoclimatology …

### 2005
- Le Loeuff J., 2005. Osteology of Ampelosaurus atacis (Titanosauria) from southern France. Thunder-lizards. The sauropodomorph dinosaurs.

### 2010
- Buffetaut É. & Le Loeuff J., 2010. Gargantuavis philoinos: Giant bird or giant pterosaur? Annales de Paléontologie. Elsevier.

### 2012
- Vullo R., Buffetaut É., Néraudeau D., Le Loeuff J., …, 2012. Le «Mégalosaure» (Dinosauria, Sauropoda) de Saint-Agnant (Charente-Maritime, France): description et origine stratigraphique. Annales de … Elsevier.

### 2013
- Díaz V.D., Tortosa T. & Le Loeuff J., 2013. Sauropod diversity in the Late Cretaceous of southwestern Europe: The lessons of odontology. Annales de Paléontologie.

### Livres
- Buffetaut É. & Le Loeuff J., 1998. Les mondes disparus: atlas de la dérive des continents. Berg International.
- Jean Le Loeuff, T. rex superstar. L'irrésistible ascension du roi des dinosaures. Belin, collection « Science à plumes », 2016 (1e édition : T.rex. Tyrannosaurus et les mondes perdus. Les éditions du Sauropode, 2012).  (EAN 9782701197685).